# Гето ди Требијантико (Пезаро и Урбино)
Гето ди Требијантико је насеље у Италији у округу Пезаро и Урбино, региону Марке.
Према процени из 2011. године у насељу је живело 531 становника. Насеље се налази на надморској висини од 131 m.